# CS Știința Bacău (volei feminin)
CS Știința Bacău este un club de volei feminin din România, care evoluează în Divizia A1. 
„Studentele” au cucerit primul titlu de campioană națională (1998), acestuia adăugându-i-se alte 3 medalii de campioană (2005, 2013, 2014). În alte 12 ocazii, au fost vicecampioane ale României. De asemenea, e trecut în palmaresul „studentelor” cinci Cupe ale României (2005, 2006, 2013, 2014, 2015). Pe plan internațional, cel mai aproape de câștigarea unui trofeu european Știința a fost în 2019, când clubul universitar a ajuns în semifinalele Cupei CEV.

## Istoric
Clubul a fost fondat inițial sub numele de Universitatea Bacău, atingând apogeul succesului său în sezonul 1997-98 , când a câștigat campionatul: au urmat primele participări la competiții internaționale și schimbarea numelui în Clubul Sportiv Știința Bacău.
Cu noul nume, echipa a devenit cunoscută în sezonul 2004-2005 , când a câștigat din nou campionatul: a urmat o perioadă fără victorii, deși a rămas la un nivel înalt la nivel național, până în sezonul 2012-2013 , când a obținut succes atât în campionat, cât și în Cupa României , pe care le-a repetat apoi în sezonul următor , în timp ce în sezonul 2014-2015 a obținut victoria doar în a treia sa cupă națională .
Echipa de volei feminin a clubului Știința Bacău se bucură de o tradiție remarcabilă atât la nivel național, cât și la nivel internațional, fiind recunoscută ca cea mai titrată și longevivă echipă din istoria recentă a voleiului românesc.
Cele 20 de prezențe pe podiumul Diviziei A1 și cele 15 finale disputate în Cupa României în ultimii 33 de ani, socotiți de la promovarea în primul eșalon (1990), recomandă Știința Bacău drept cea mai laureată echipă de volei feminin a României în ultimele trei decenii și jumătate.
Știința Bacău a cucerit 4 titluri de campioană națională, în 12 rânduri titlul de vicecampioană și s-a clasat de alte 4 ori pe locul al III-lea. Rezultatelor din campionatul intern li se adaugă 5 triumfuri în Cupa României, fapte ce atestă ambiția și angajamentul clubului de a construi o echipă competitivă care își propune întotdeauna cele mai înalte obiective.
Prestigiul echipei nu se limitează doar la performanțele interne, Știința Bacău obținând și în competițiile europene rezultate notabile ce i-au adus recunoaștere pe scena internațională a voleiului. Știința Bacău a participat de 5 ori în Liga Campionilor, de 6 ori în Cupa CEV și în alte 6 rânduri în Cupa Challenge, făcând față unor adversari redutabili.
Cea mai importantă performanță în competițiile europene o reprezintă încheierea sezonului 2018-2019 al Cupei CEV, a doua întrecere valorică din Europa, pe locul al III-lea. Clubul a mai reușit, în anul 2008, calificarea în Final Four-ul aceleiași competiții.

## Palmares

### Competiții naționale
Campionatul României
 Campioane (4) : 1998, 2005, 2013, 2014
 Vicecampioane (12): 1994, 1995, 1996, 1997, 1999, 2000, 2001, 2004, 2006, 2011, 2012
 Locul 3 (3): 2007, 2008, 2018
 Cupa României
 Câștigătoare (5) : 2005, 2006, 2013, 2014, 2015
 Finaliste (4): 2007, 2008, 2011, 2017

### Competiții internaționale
CEV Challenge Cup (fosta CEV CUP până în 2006/07)
 Locul 3 (1): 2018-2019

## Baza sportivă
Își desfășoară meciurile de pe teren propriu în Sala Sporturilor din Bacău.

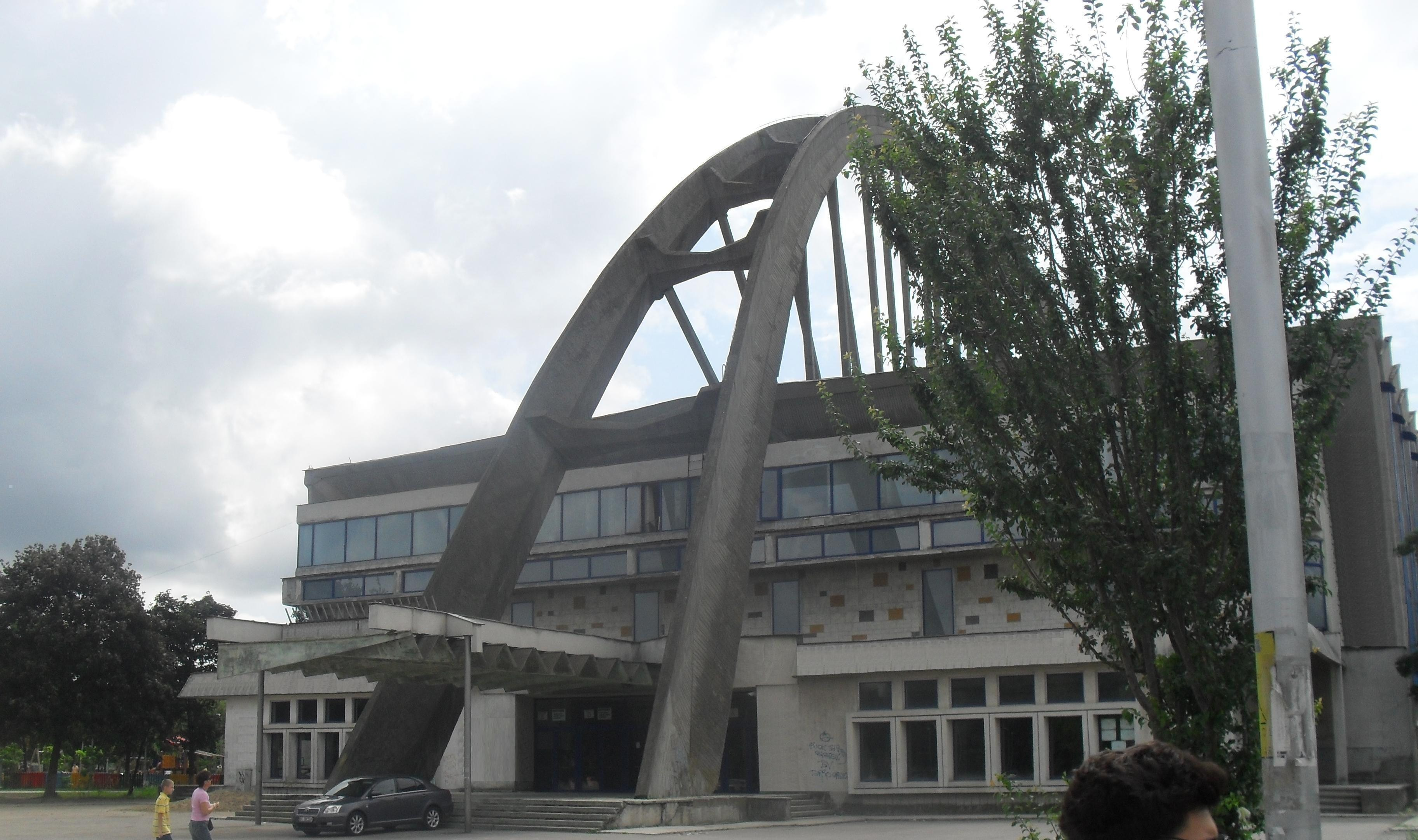
Sala Sporturilor din Bacău

Adresă: Calea Mărășești nr. 157, Bacău, Cod poștal: 600115
Telefon: +40 234 51 51 65
Fax: +40 234 57 11 75
E-mail: stiinta.bacau@yahoo.com

 

## Staff tehnic
| Nume         | Naționalitate | Funcție                 |
| ------------ | ------------- | ----------------------- |
| Grapă Florin | România       | antrenor principal - A1 |
| Cazacu Aurel | România       | antrenor secund - A2    |

## Lot de jucătoare (2014-2015)
| Număr | Nume                      | Data nasterii | Inaltime | Nationalitate     | Pozitie               |
| ----- | ------------------------- | ------------- | -------- | ----------------- | --------------------- |
| 1     | Baciu Ioana-Maria         | 04.01.1990    | 1,84     | Romania           | universal             |
| 2     | Rogojinaru Denisa-Adriana | 16.05.1985    | 1,84     | Romania           | exrtema               |
| 3     | Harelik Anastasiya        | 20.03.1991    | 1,83     | Bulgaria          | extrema               |
| 4     | Andrew-Wasilik Tesca      | 11.08.1990    | 1,73     | Canada            | libero                |
| 6     | Albu Mihaela              | 01.01.1994    | 1,70     | Romania           | libero                |
| 7     | Novgorodchenko Olena      | 05.02.1998    | 1,80     | Ukraina           | coordonatoare         |
| 8     | Lupu Tatiana              | 13.05.1988    | 1,92     | Republica Moldova | centru                |
| 9     | Stoyanova Yuliya          | 22.07.1985    | 1,85     | Bulgaria          | extrema sau universal |
| 10    | Sobo Alexandra            | 25.04.1987    | 1,91     | Romania           | centru                |
| 11    | Baltatu Crina-Mariana     | 11.09.1980    | 1,87     | Romania           | extrema sau universal |
| 13    | Moisa Sabina              | 04.12.1990    | 1,90     | Romania           | coordonatoare         |
| 14    | Badea Alexandra-Mihaela   | 14.08.1989    | 1,92     | Romania           | centru                |
| 15    | Radu Irina-Cristina       | 17.02.1983    | 1,81     | Romania           | extrema sau universal |

## Foste jucătoare
| - Aylin Pereyra - Emilce Sosa - Lucía Gaido - Lorena Šipić - Ana Otašević - Kim Staelens - Ioana Baciu | - Ana Moldovan - Iekaterina Ripnaïa - Aleksandra Petrović - Marina Cvetanović - Monika Potokar - Olena Novgorodchenko |